# Рантьє
Рантьє́ (фр. rentier від rente — рента) — особи, які живуть на відсотки з відданого в позику капіталу або на доходи від цінних паперів.
На відміну від інвесторів, рантьє зазвичай не займається управлінням своїми активами самостійно. Він або купує цінні папери, що приносять постійний дохід, або довіряє управління своїми коштами професіоналам.
Економісти по різному оцінюють роль рантьє, зокрема, Торстейн Веблен вважав, що рантьє паразитують на реальному виробництві.